# Meningioma
El meningioma (o tumor meningeal) és típicament una neoplàsia de creixement lent que es forma a partir de les meninges (les capes membranoses que envolten el cervell i la medul·la espinal). Els símptomes depenen de la localització i es produeixen com a resultat de la pressió del tumor sobre el teixit proper. Així poden produir convulsions, demència, problemes per parlar, problemes de visió, debilitat lateral o pèrdua de control de la bufeta, etc. Si són petits o gairebé no creixen no produeixen símptomes.
Els factors de risc inclouen l'exposició a radiacions ionitzants, com ara durant la radioteràpia, antecedents familiars de la malaltia i neurofibromatosi tipus 2. No sembla que tinguessin relació amb l'ús del telèfon mòbil. Sembla que poden formar-se a partir de diversos tipus de cèl·lules, incloses les cèl·lules aracnoides. El diagnòstic es realitza normalment per imatge mèdica (TC, RMN).
Si no hi ha símptomes, pot ser necessària una observació periòdica La majoria dels casos en que donen símptomes es poden curar mitjançant la cirurgia. Després de l'eliminació completa, es repeteix en menys del 20% Si la cirurgia no és possible o no es pot eliminar del tot el tumor, la radioteràpia pot ser útil. La quimioteràpia no ha estat útil. Un petit percentatge creix ràpidament i s'associa a pitjors resultats.
L'aparició sol ser en adults, i en aquest grup representen al voltant del 30% dels tumors cerebrals. Les dones es veuen afectades aproximadament el doble de vegades que els homes. Félix Plater va notificar el 1614 de la seva existència.